# Effet Mullins

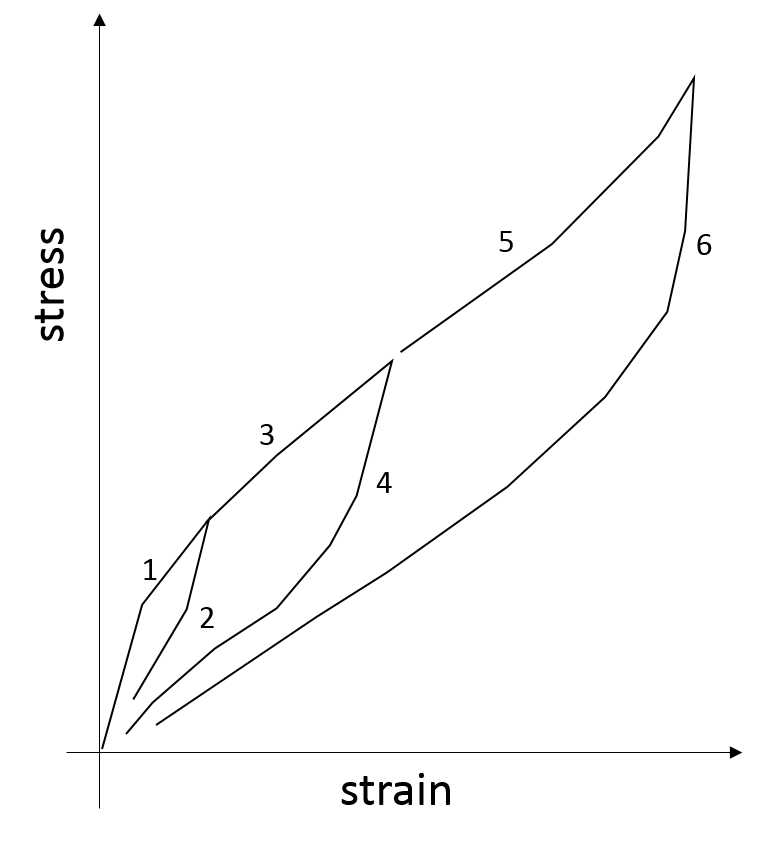
Courbes contrainte-déformation pour un caoutchouc chargé montrant un allongement cyclique progressif, également connu sous le nom d'effet Mullins.

L'effet Mullins caractérise le comportement des élastomères soumis à une contrainte cyclique à conserver un allongement rémanent après déformation.
Ce phénomène est observé pour la première fois par H. Bouasse et Z. Carrière en 1903, il a été de manière plus complète par L. Mullins qui définit quatre propriétés fondamentales :
- la rigidité d’un matériau diminue après un premier cycle, pour des niveaux de déformation inférieurs à la déformation maximale imposée lors du premier cycle ;
- le matériau n’est pas adouci pour des déformations supérieures à la déformation maximale imposée lors du premier cycle ;
- le plus grand pourcentage de l’accommodation est obtenu lors du premier cycle. Après trois ou quatre cycles, le comportement est stabilisé ;
- après le premier cycle, à l’approche de la déformation maximale imposée lors de celui-ci, le matériau se raidit.

Ce phénomène peut se distinguer du comportement viscoélastique d'un matériau. Même s'il y a une perte de raideur dans les deux phénomènes, le comportement viscoélastique est récupéré avec le temps, ce qui n'est pas le cas des déformations liées à l'effet Mullins qui sont définitives, liées à la rupture de liaisons chimiques.
Il est important de noter qu'il n'y a pas de consensus sur la définition de l'effet Mullins, des approches qualitatives ont été proposées,,, puis des approches quantitatives ont suivi, elles sont séparables en trois grandes catégories: Les théories basées sur la physique des chaînes,, les théories de double réseau et les mécaniques de l'endommagement,,.
Certains considèrent la viscoélasticité et l'effet Mullins comme un seul phénomène, d'autres considèrent que ce sont deux phénomènes séparés. Parmi les gens qui considèrent ces deux phénomènes de manière distincte, certains estiment que l'effet Mullins est responsable de la déformation lors des deux premiers cycles, d'autres pendant les cinq premiers cycles,.
Un certain nombre de lois de comportement ont été proposées pour décrire cet effet. Par exemple, le modèle Ogden-Roxburgh est utilisé dans plusieurs codes d’éléments finis commerciaux.